# Pawel Iwanowitsch Fomenko
Pawel Iwanowitsch Fomenko (russisch Па́вел Ива́нович Фоме́нко, englische Transkription Pavel Fomenko; * 29. Juni 1976 in Schelesnogorsk, RSFSR, Sowjetunion) ist ein ehemaliger russischer Leichtathlet, der sich auf den Hochsprung spezialisiert hat.

## Sportliche Laufbahn
Erste internationale Erfahrungen sammelte Pawel Fomenko im Jahr 2002, als er bei den Halleneuropameisterschaften in Wien mit übersprungenen 2,24 m den neunten Platz belegte. Im Sommer gelangte er bei den Freiluft-Europameisterschaften in München mit 2,18 m auf den zwölften Platz. 2005 gewann er dann bei den Halleneuropameisterschaften in Madrid mit 2,32 m die Bronzemedaille hinter dem Schweden Stefan Holm und seinem Landsmann Jaroslaw Rybakow. 2012 beendete er seine aktive sportliche Karriere im Alter von 36 Jahren.
In den Jahren 2002 und 2005 wurde Fomenko russischer Hallenmeister im Hochsprung.